# 두 번째 얼룩

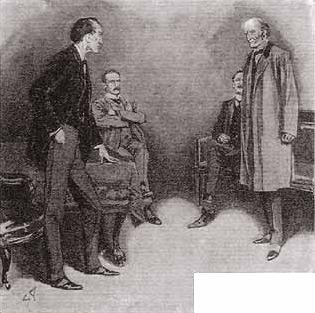

두 번째 얼룩(영어: The Adventure of the Second Stain)은 단편집 《셜록 홈즈의 귀환》에 실린 단편 소설로 1904년 10월 <스트리트 매거진>과 1905년 1월 <콜리어스 위클리>에 발표된 에피소드다. 범인이 처벌을 받지 않은 에피소드 중 하나이기도 하다.

## 등장 인물
- 벨린저 경 : 영국의 현직 총리로 코가 높고 눈매가 매서운 외모의 소유자다. 트렐로니 호프 장관의 외교 문서 도난 사건으로 인해 홈즈에게 사건을 의뢰하고자 홈즈의 사무소에 친히 왕림했다.

- 트렐로니 호프 경 : 영국의 외교부 장관. 피부가 까무잡잡하고 뚜렷한 이목구비에 우아한 분위기가 있는 외모의 소유자다. 어느 나라 국왕에게서[1] 온 편지를 집 안 금고에 잘 보관했는데 갑자기 없어져서 홈즈에게 사건을 의뢰했다.

- 힐다 호프 부인 : 트렐로니 호프 경의 아내로 키가 크고 대단한 미인이다. 뭔가 비밀이 있는지 홈즈가 이 사건에 개입하는 걸 극도로 꺼리며 벨린저 총리와 호프 경이 떠난 직후에 바로 찾아와 홈즈에게 남편의 의뢰를 거절할 것을 요구한다.

- 에두아르도 루카스 : 고돌핀 가에 사는 34세의 아마추어 테너 가수로 알려져 있는데 그의 정체는 영국에서 활동하는 국제 스파이다.[2] 홈즈가 이 사건의 강력한 용의자로 의심했으나 사건이 일어난 날 저녁에 피살된 채로 발견되었다.

## 줄거리
어느 가을의 화요일 아침, 영국의 현직 총리 벨린저 경과 외교부 장관인 트렐로니 호프 경이 베이커 가의 하숙집을 찾아왔다. 그들의 말에 따르면 영국과 사이가 껄끄러운 어느 나라 국왕이 보낸 편지를 트렐로니 호프 경이 맡아 집 안 금고에다 보관해 두었는데 감쪽같이 사라졌다는 것이다. 만일 이 편지가 세상에 공개되면 영국은 물론이고 유럽 전체의 평화가 깨질 우려가 있다고 덧붙인다. 편지가 없어진 날은 6일 전이었다. 호프 장관은 6일 전에 그 편지를 집으로 들고 와 자신이 늘 애용하는 자물쇠를 채운 문서 금고에다 보관해두었고 아내에게도 이 사실을 밝힌 적이 없다고 했다. 그리고 집에 넣어둔 이후로 부인과 함께 저녁 식사를 한 7시 반에서 잠자리에 든 11시 반까지 이 4시간을 제외하면 단 1번도 문서함에 눈을 떼지 않았다고 한다. 그런데 다음 날 아침에 일어나 보니 감쪽같이 그 편지가 없어지고 말았다는 것이다.